# Еріх Фрідерікі
Еріх Фрідерікі (нім. Erich Friderici; 21 грудня 1885 — 19 вересня 1964) — німецький офіцер, генерал піхоти вермахту. Кавалер Німецького хреста в сріблі.

## Біографія
8 березня 1905 року поступив на службу в піхоту. Учасник Першої світової війни, ад'ютант бригади, потім офіцер Генштабу. Після демобілізації армії залишений у рейхсвері. З 1 жовтня 1931 року — командир 11-го піхотного полку. З 1 жовтня 1933 року — комендант Лейпцига. З 1 травня 1935 року — офіцер для особливих доручень при головнокомандувачі сухопутними військами. З 1 жовтня 1935 року — військовий аташе в Угорщині і Болгарії (зі штаб-квартирою в Будапешті). З 12 жовтня 1937 року — командир 17-ї піхотної дивізії. З 1 квітня 1939 року — уповноважений вермахту в імперському протектораті і командувач військами військового округу Богемії і Моравії. З 27 жовтня 1941 по 1 липня 1944 року — командувач охоронними військами і начальник тилового району групи армій «Південь». 8 травня 1945 року взятий у полон англо-американськими військами. В 1947 році звільнений.

## Нагороди
- Залізний хрест 2-го і 1-го класу
- Військовий орден Святого Генріха, лицарський хрест
- Орден Альберта (Саксонія), лицарський хрест 1-го класу з мечами
- Орден Церінгенського лева, лицарський хрест 2-го класу з мечами
- Ганзейський Хрест (Гамбург)
- Нагрудний знак «За поранення» в чорному
- Почесний хрест ветерана війни з мечами
- Медаль «За вислугу років у Вермахті» 4-го, 3-го, 2-го і 1-го класу (25 років)
- Хрест Воєнних заслуг 2-го і 1-го класу з мечами
- Німецький хрест в сріблі (23 березня 1945)